# Miconia ravenii
Miconia ravenii är en tvåhjärtbladig växtart som beskrevs av John Julius Wurdack. Miconia ravenii ingår i släktet Miconia och familjen Melastomataceae. Inga underarter finns listade i Catalogue of Life.